# Jim Kale
Michael James Kale (11 de agosto de 1943 en Winnipeg, Manitoba) es un bajista canadiense, reconocido por ser el bajista de la banda de rock The Guess Who. Participó en la grabación de muchos éxitos de la banda como "These Eyes", "Laughing", "No Time", "Hand Me Down World", "Share the Land" y "American Woman", la cual coescribió junto a sus compañeros Garry Peterson, Randy Bachman y Burton Cummings. Kale dejó la agrupación en 1973 luego del lanzamiento del álbum Live at the Paramount para unirse a la banda Scrubbaloe Caine.
En 1978, luego de la separación de The Guess Who, Kale descubrió que el nombre de la banda no había sido registrado aún. Se dispuso entonces a registrar el nombre y a crear una nueva versión de The Guess Who. A la fecha se mantiene como copropietario del nombre de la banda junto al baterista Garry Peterson.